# Seleção Havaiana de Futebol
A Seleção Havaiana de Futebol é uma equipe que representa o Arquipélago do Havaí, localizado na região central do Oceano Pacífico e atualmente sob o domínio dos Estados Unidos. Eles não são afiliados à FIFA nem à Confederação de Futebol da Oceania e, portanto, não podem competir na Copa do Mundo nem na Copa das Nações da OFC. Em vez disso, eles fazem parte da CONIFA e competem em suas competições.[carece de fontes?]

## Historia
A Federação Havaiana de Futebol (Hui Kanaka Pōwāwae) ingressou na CONIFA em 28 de novembro de 2019, sob o princípio de que "o Havaí é um Estado-nação soberano em continuidade, sob prolongada ocupação pelos Estados Unidos".